# شعب الربيع (بعدان)

تعديل مصدري - تعديل

شعب الربيع هي إحدى قرى عزلة الحرث بمديرية بعدان التابعة لمحافظة إب، بلغ تعداد سكانها 619 نسمة حسب تعداد اليمن لعام 2004.